# Seelsorgezentrum Lichtenberg

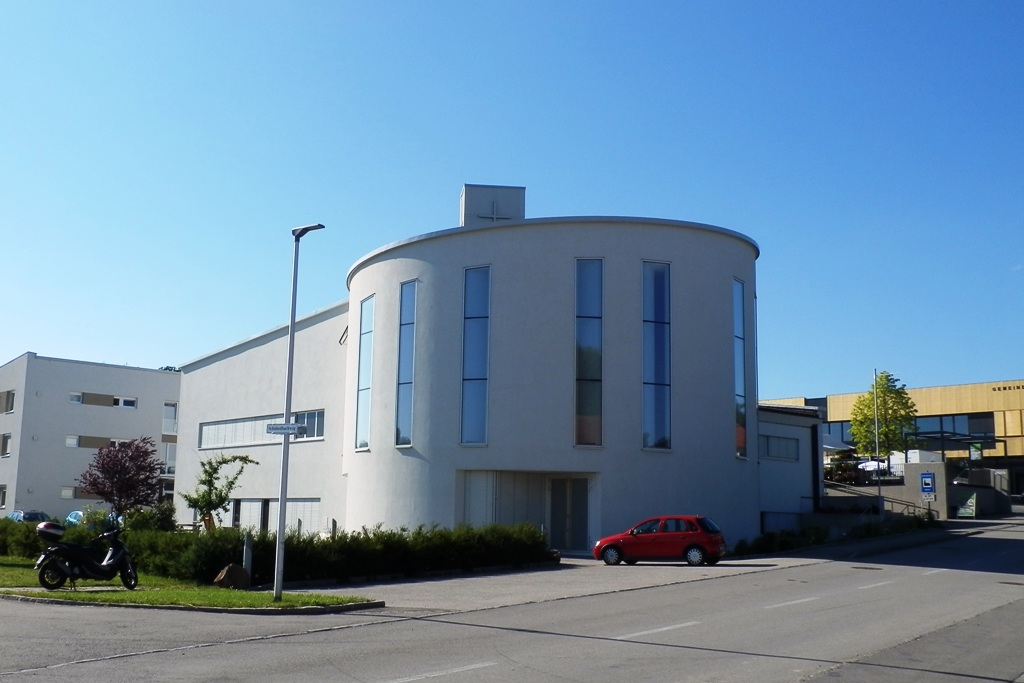
Katholische Kirche hl. Franz von Sales in Lichtenberg

Das römisch-katholische Seelsorgezentrum Lichtenberg mit dem Patrozinium Hl. Franz von Sales steht in der Gemeinde Lichtenberg im Bezirk Urfahr-Umgebung in Oberösterreich. Seit dem 1. Jänner 2023 gehört Lichtenberg als eine von 8 Pfarrteilgemeinden zur Pfarre Urfahr der Diözese Linz. 

## Geschichte
Nachdem das 1967 errichtete Pfarrgemeindezentrum sich als zu klein und stark renovierungsbedürftig erwies, wurde bei der Feier 40 Jahre Seelsorgezentrum Lichtenberg mit Altbischof Maximilian Aichern ein Neubau eingeleitet. Im August 2009 wurde der Neubau begonnen und am 12. Dezember 2010 wurde das Seelsorgezentrum vom Diözesanbischof Ludwig Schwarz geweiht. Das Licht mit Bezug zum Ortsnamen Lichtenberg und zur Schöpfungsgeschichte wurde zum Leitmotiv der Planung mit der Künstlerin Siegrun Appelt und der Architektin Andrea Konzett nach den Entwürfen des Dombaumeisters und verantwortlichen Baureferenten der Diözese Linz Architekt Wolfgang Schaffer und Mitarbeit von Architekt Alfred Sturm zur Ausführungsplanung. Parallel dazu wurde vom Architektenteam Two in a Box Christian Stummer und Andreas Fiereder ein Masterplan für das Ortszentrum von Liechtenberg entwickelt, womit sich das Gemeindeamt und das Seelsorgezentrum auf einen großzügig dimensionierten Dorfplatz orientieren können.

## Seelsorgezentrum
Das Seelsorgezentrum liegt direkt an der Hauptstraße und steht exponiert dominierend an einer Hangkante. Die Architektur vereint Gruppenräume, Büro und einen Pfarrsaal als Veranstaltungszentrum mit einem liturgischen Feierraum. Mit mobilen Trennwänden können Raumteile je nach Nutzung zugeschaltet werden. Die Hanglage ermöglicht den barrierefreien Zugang zu den Haupträumen im Obergeschoß und Untergeschoß. Im Untergeschoß sind die Pfarrkanzlei, die Gruppenräume und die Infrastrukturräume untergebracht. Die Besucher betreten das Seelsorgezentrum über eine großzügige überdachte Vorzone und über ein ebenso großzügiges Foyer. Beim runden Feierraum wird durch eine Lichtschlitzgestaltung von Siegrun Appelt und Andrea Konzett natürliches Licht mit zwölf Fenstern – die in unterschiedlichen Ausrichtungen stehen – zugeführt. Die jahreszeitlichen und tageszeitlichen Sonnenstände können im Kirchenraum in der Ost-West-Ausrichtung wahrgenommen werden. Mit den zwölf Lichtschlitzen entstehen auch zwölf Säulen die als die Zwölf Apostel verstanden werden können. Nachts wird mit künstlichem Licht über die Lichtschlitze Licht nach außen gebracht und die Kirche von Lichtenberg erscheint von außen, den Ortsnamen Lichtenberg aufgreifend, als „Licht am Berg“. Dem Kirchenraum ist eine Andachtskapelle, ein Ausspracheraum und eine Sakristei angebunden. Der rechteckige Pfarrsaal kann durch kreissektorenförmige Wandschiebeelemente für große liturgische Feiern dem Kirchenraum zugeschaltet werden. Genauso kann der Pfarrsaal dadurch in seiner Größe variiert werden. Das Untergeschoß ist aus Stahlbeton gefertigt, wobei der Stahlbetonrahmen auch das Fundament für den Glockenstuhl im Obergeschoß ist. Das Obergeschoß wurde in Holzgroßrahmenbauweise errichtet. Außen wie innen dominiert die Farbe Weiß. Der Boden im Foyer ist ein geschliffener Betonboden. Der Boden im Kirchenraum, im Pfarrsaal und im Meditationsraum, der sich im Untergeschoß befindet, wurde in sägerauer aus Vorarlberg stammender Weißtanne gefertigt und gibt neben weißen Wänden und Decken den Räumen eine warme Raumempfindung.

## Einrichtung
Die liturgischen Orte wurden von Siegrun Appelt und Andrea Konzett gestaltet unter Beiziehung des Theologen Christoph Freilinger. Als Material wurde das Holz der Weißtanne aus dem Bregenzer Wald gewählt. Der Altar ist ein Monolith aus vier zimmermannsmäßig verzapften Tannenblöcken und steht in der Raummitte. Der Taufbrunnen ist eine Holzmonolith mit Messingschale. Der Tabernakel aus poliertem Messing steht auf einem Holzblock. Messing ist auch das Material des Vortragekreuzes und der Kerzenständer. Eine hölzerne Christusfigur aus 1700 und unbekanntem Künstler aus dem alten Pfarrheim wurde frei stehend auf einem Messingständer eingebunden und wird frei schwebend wahrgenommen und umarmt symbolisch den ganzen liturgischen Raum.

### Orgel und Geläut

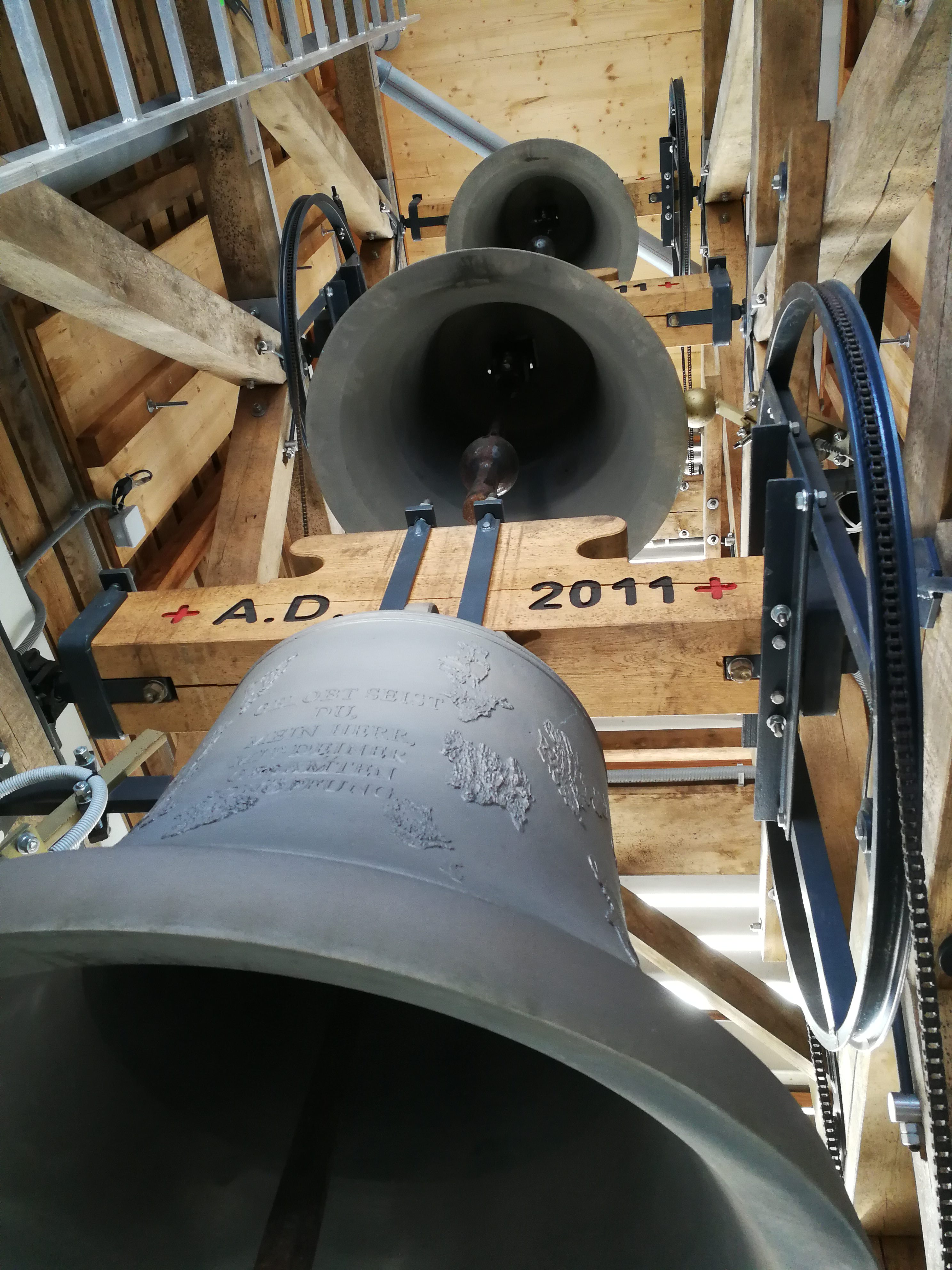
„Glockenzier“ von Judith P. Fischer, 2011

Die 1983 von der Oberösterreichischen Orgelbauanstalt St. Florian für das alte Pfarrheim gebaute Orgel mit vier Registern wurde nordöstlich im Kirchenraum situiert.
Die drei Glocken gestaltete 2011 die Bildhauerin Judith P. Fischer. Die größte Glocke, die Schöpfungsglocke, nennt die Bewahrung der Schöpfung und zeigt den hl. Franz von Assisi. Die mittlere Glocke, die Gerechtigkeitsglocke, nennt die hl. Elisabeth von Thüringen und zeigt, dass sie im Korb Rosen statt Brot gefunden hat. Die kleine Glocke, die Friedensglocke, nennt den Hl. Benedikt von Nursia und zeigt Ölzweig, Blatt, Frucht und Kern des Olivenbaumes als Friedenssymbol.